# Varsovia (vlak)

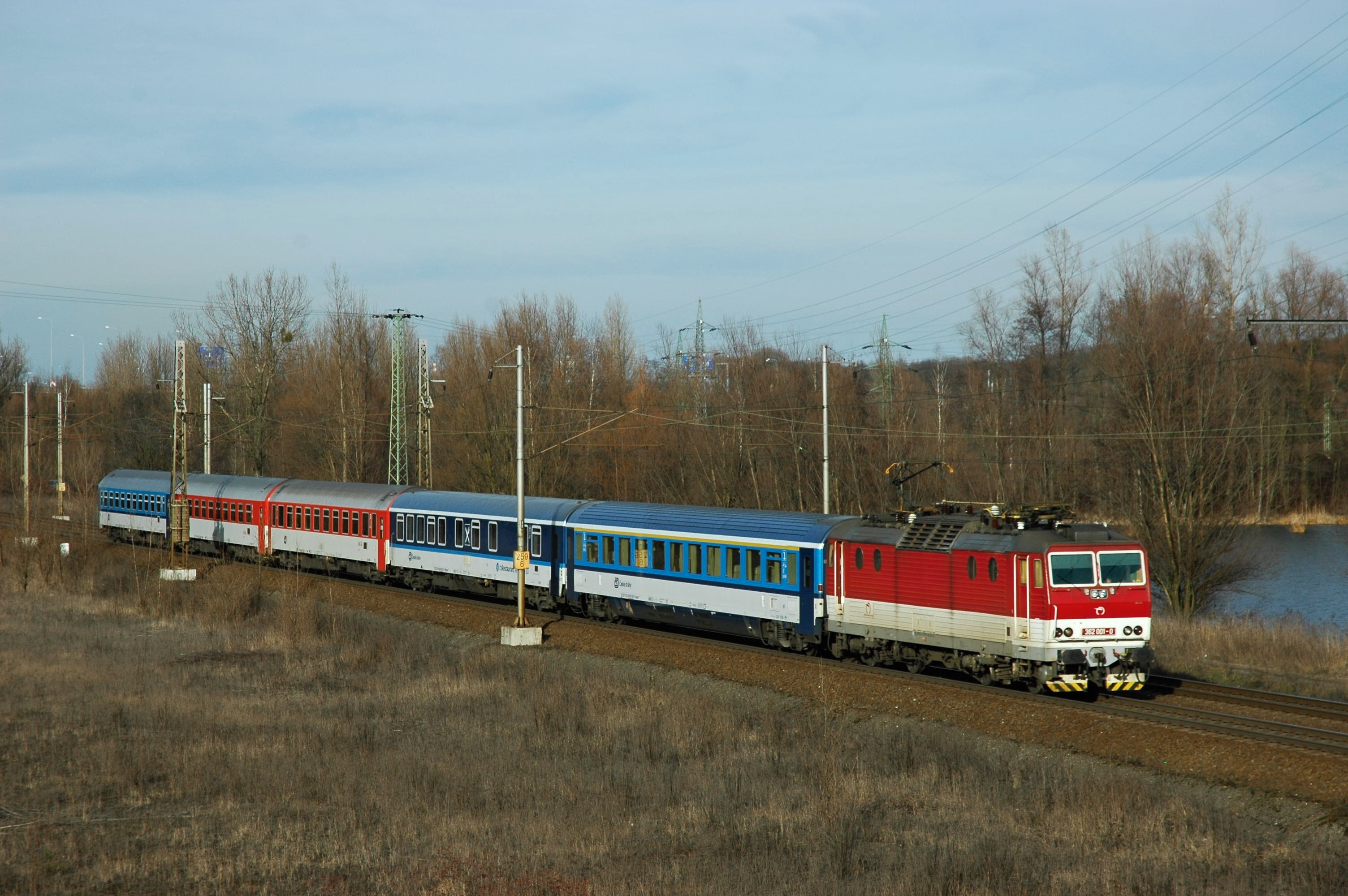
Varsovia v Ostravě (2014)

Varsovia (podle polského hlavního města Varšava) byl mezistátní vlak kategorie EuroCity provozovaný dopravcem České dráhy na lince Ex1, který spojoval město Praha a polské hlavní město Varšava (v minulosti tento vlak dlouhodobě spojoval Varšavu s Budapeští). Pod označením Varsovia byly vedeny 2 spoje značené jako EC 110 a Ex 112. Označení zůstalo zachováno pouze pro dva spoje i po sjednocení slovních názvů vlaků od platnosti jízdního řádu 2018/2019, v roce 2024 však pod tímto názvem nebyl provozován žádný vlakový spoj.

## Historie
Do 90. let 20. století jezdil vlak pravidelně mezi Budapeští a Varšavou, popř. Gdyní. Na přelomu tisíciletí ovšem došlo k radikálnímu přetrasování vlaku Varsovia, kdy začal jezdit mezi Berlínem a Varšavou. Od zavedení Berlin-Warsaw-Expressu byl název nevyužíván, v GVD 2009/2010 se objevil jako mezinárodní rychlík z/do Keszthely do/z Košic. V GVD 2012/2013 byl pak vlak Varsovia obnoven pod kategorií EuroCity ve své původní trase a nahradil vlak EuroCity Moravia, která do tehdejší změny jízdního řádu zabezpečoval přímé spojení Ostravska s Budapeští. V GVD 2014/2015 byla Varsovia opět zrušena, ve vnitrostátním úseku pak byla nahrazena vnitrostátním expresem. V GVD 2015/2016 došlo opět k dočasnému obnovení vlaku EC Varsovia.

## Varsovia v GVD 2012/2013
V jízdním řádu 2012/2013 byla Varsovia vedena pod kategorií Eurocity mezi Budapeští s Varšavou. Vlak byl veden soupravou vozů Maďarských drah, na čele vlaků se střídaly lokomotivy dopravců ČD a PKP, jejich přepřah byl realizován ve stanici Bohumín. Trasa vlaku byla dlouhá 824 km (EC 131), resp. 835 km (EC 130), z toho 365 km vedlo po území České a Slovenské republiky. Podle jízdního řádu 2015/2016 vyjížděl vlak EC 130 z Budapest-Keleti pu. v 8.22 a do cílové stanice Warszawa Wschodnia přijel v 18.16, protijedoucí vlak EC 131 vyjížděl podle jízdního řádu ze stanice Warszawa Wschodnia v 9.44 a do Budapešti měl pravidelný příjezd v 19.35. V úseku Budapešť - Břeclav a zpět byl tehdy veden neobvykle v hodinovém prokladu s ostatními vlaky EuroCity. Na vlaku Varsovia byly také poprvé v jeho novodobé historii řazeny lůžkové vozy, a to společnosti RŽD, jež spojovaly Moskvu s Budapeští, Sofií a v letní sezóně také s Varnou, Burgasem a černohorským Barem.

### Platné řazení (GVD 2012/2013)
```
EC 130

Budapest-Keleti pu.
 – 
Štúrovo
: 
H-START 431
 + 
Ampz
143
 + 
WRmee
816
 + 
Bbdgmee
236
 + 
Bmz
245
 + 
Bpee
237
 + Bpee
237

Štúrovo – 
Bohumín
:             
ZSSK 362
    + Ampz
143
 + WRmee
816
 + Bbdgmee
236
 + Bmz
245
 + Bpee
237
 + Bpee
237

Bohumín – Varšava:             
PKP EP09
    + Ampz
143
 + WRmee
816
 + Bbdgmee
236
 + Bmz
245
 + Bpee
237
 + Bpee
237
```

Grafická podoba viz Externí odkazy.